# Mehmet Beg Mihaloglu
Mehmet Beg Mihaloglu (fl. XVI secolo) è stato un militare ottomano che governò de facto la Valacchia nel 1522.

## Biografia
Mehmet Mihaloglu era il terzo dei cinque figli nati dall'unione tra Ali Bey Mihaloglu, il leggendario capo degli Akindjis del Danubio, ed una nobile cristiana originaria della Valacchia, Maria, appartenente al potente clan dei boiari Craiovești.
Bey di Nicopoli, nel 1508, Mehmet Mihaloglu intervenne in Valacchia, appoggiando la prese di potere di Mihnea I cel Rău dopo la scomparsa del voivoda filo-ottomano Radu IV cel Mare. Mihnea si rivoltò però presto contro il potere dell'Impero ottomano, perseguitando nel contempo i boiari Craiovești, parenti di Mehmet. Nel gennaio del 1510, per ordine diretto del sultano Bayezid II, Mihaloglu mosse contro Mihnea cel Rău e lo costrinse alla fuga in Transilvania. Nel 1512, Mehmet appoggiò la presa di potere dei Craiovești contro Vlad V cel Tânăr e consegnò la Valacchia a Basarab V Neagoe.
Nel 1514, Mehmet Mihaloglu venne impegnato dalla Sublime porta in Asia. Prima condusse per il sultano Selim I la guerra contro Shah Ismail I dei Safavidi di Persia, poi (1517) mosse guerra ai Mamelucchi burji d'Egitto.
Nel 1521, il sultano Solimano il Magnifico riportò Mehmet Mihaloglu sullo scacchiere europeo. Mehmet partecipò alla presa di Belgrado e, successivamente, tornò ad intervenire in Valacchia. Alla morte del voivoda Basarab V Neagoe, Mihaloglu iniziò a governare de facto la Valacchia per conto del giovane erede di Basarab: Teodosio di Valacchia. Nel 1422, quando Radu V de la Afumați avanzò pretese al trono, Mehmet gli oppose Mircea III Dracul, figlio di Mihnea cel Rău, ma le forze ottomane vennero sconfitte da Radu V che divenne voivoda.
Nel 1526, Mehmet Mihaloglu prese parte alla Battaglia di Mohács, poi combatté a più riprese gli austriaci durante la Piccola guerra in Ungheria (1529-1532) tra gli Asburgo e Solimano. Nel frattempo, Mihaloglu tornava ad intervenire in Valacchia, dove appoggiò le pretese dinastiche di Basarab VI di Valacchia (forse un figlio bastardo di Basarab V o forse un figlio dello stesso Mihaloglu) contro Mosè di Valacchia.
A partire dal 1532 il nome di Mehmet Beg Mihaloglu scompare dalle cronache ufficiali.